# もうちょっと右だったらストライク!!
『もうちょっと右だったらストライク!!』は、うすた京介による日本のギャグ漫画作品。2000年に発売された『e-ジャンプ』（集英社）に掲載されたほか、ジャンプ・コミックスのうすた京介短編集『チクサクコール』（集英社）にも収録されている。

## 内容
日本で唯一の審判員を育てる専門学校「うなれ俺のフエ学園」に入学した村山音人と今岡太一であったが、新入生歓迎模範判定式を務めた生側木晴夫と判定を巡って対立してしまう。

## 登場人物
村山 音人（むらやま おんど）
審判大帝から「50年に1人の逸材」と言われた19歳の天才少年。ニセストライクやアウト風など、曖昧な表現の判定をする。キャップにスカーフ、ボーダーのシャツに半ズボンを着ており、顔にキズの絵を描いている。
今岡 太一（いまおか たいち）
村山音人の友人であり常識人。村山音人の審判としての目を信じている。
生側木 晴夫（なまかわき はるお）
未来の審判大帝候補ナンバー1と言われているうなれ俺のフエ学園の3年生。昔、父親がまるごとバナナを落としたために交通事故に遭い、それ以来規則の鬼になることを誓った。
審判大帝（しんぱんたいてい）
うなれ俺のフエ学園の校長にして審判会の最高権威。サンタクロースのコスチュームを着ている。